# Ceres (California)
Ceres è una city degli Stati Uniti d'America, situata nella contea di Stanislaus in California.